# 吉山僚一
吉山 僚一(よしやま りょういち、2004年7月16日 - )　は、日本の卓球選手。Tリーグの岡山リベッツに所属している。日本大学スポーツ科学部在学中。

## 経歴
埼玉県出身。小学生の頃からクラブチーム・TC中原に所属し、公立中学校入学後、名門・愛工大名電中に転校した。
2019年、全国中学校卓球大会の男子シングルスで優勝した。
2020、2022年度全日本卓球選手権大会のジュニア男子シングルスで優勝した。
2020-21シーズンからTリーグの岡山リベッツに所属。

## 主な戦績
2019年
- 全国中学校卓球大会 男子シングルス 優勝

2020年
- 全日本卓球選手権大会 ジュニア男子シングルス 優勝

2022年
- 全日本卓球選手権大会 ジュニア男子シングルス 優勝
- NOJIMA CAP 男子シングルス 3位

2023年
- TOP32 平塚大会 男子シングルス 3位
- WTTフィーダービエッラ 男子シングルス 3位

2024年
- WTTフィーダーマスカット 男子シングルス 準優勝